# Іонуц Георге
Іонуц Георге (нар. 29 лютого 1984, Констанца) — румунський боксер, бронзовий призер Олімпіади 2004.

## Боксерська кар'єра
В 2004 році кваліфікувався на Олімпійські ігри.

### Виступ на Олімпіаді 2004
У першому раунді змагань переміг Фаісала Каріма (Пакистан) — 26-11
У другому раунді переміг Мустафу Караголлу (Туреччина) — 28-19
У чвертьфіналі переміг Мікель ді Рокко (Італія) — 29-18
У півфіналі програв Манус Бунжумнонг (Монголія) — 9-30
На чемпіонаті Європи 2006 у чвертьфіналі здолав українця Миколу Семенягу — 30-26, а в півфіналі програв болгарину Борісу Георгієву — 18-31, отримавши бронзову нагороду.
У 2007 році знов пройшов відбір на Олімпійські ігри.

### Виступ на Олімпіаді 2008
У першому раунді змагань переміг Хонатана Гонсалес (Пуерто-Рико) — 21-4
У другому раунді змагань програв Мортеза Сепахванд (Іран)  — 4-8